# Ladies and Gentlemen... the Grateful Dead
Ladies and Gentlemen... the Grateful Dead je koncertní čtyřalbum skupiny Grateful Dead. Album vyšlo v roce 2000. Záznam byl nahrán ve dnech 25. - 29. dubna 1971 v Fillmore East v New York City.

## Seznam skladeb
| Disk 1 | Disk 1                                | Disk 1                           | Disk 1 |
| Pořadí | Název                                 | Autor                            | Délka  |
| ------ | ------------------------------------- | -------------------------------- | ------ |
| 1.     | Truckin'                              | Hunter, Garcia, Lesh, Weir       | 10:13  |
| 2.     | Bertha                                | Hunter, Garcia                   | 6:27   |
| 3.     | Next Time You See Me                  | Forest, Harvey                   | 4:23   |
| 4.     | Beat It on Down The Line              | Fuller                           | 3:35   |
| 5.     | Bird Song                             | Hunter, Garcia                   | 9:18   |
| 6.     | Dark Hollow                           | Browning                         | 3:31   |
| 7.     | I Second That Emotion                 | Cleveland, Robinson              | 5:22   |
| 8.     | Me and My Uncle                       | Phillips                         | 3:39   |
| 9.     | Cumberland Blues                      | Hunter, Garcia, Lesh             | 5:19   |
| 10.    | Good Lovin'“ / „Drums“ / „Good Lovin' | Rudy Clark, Resnick / Kreutzmann | 23:08  |

| Disk 2 | Disk 2                   | Disk 2                | Disk 2 |
| Pořadí | Název                    | Autor                 | Délka  |
| ------ | ------------------------ | --------------------- | ------ |
| 1.     | Sugar Magnolia           | Hunter, Weir          | 5:48   |
| 2.     | Loser                    | Hunter, Garcia        | 6:58   |
| 3.     | Ain't It Crazy (The Rub) | Hopkins               | 5:36   |
| 4.     | El Paso                  | Robbins               | 5:34   |
| 5.     | I'm a King Bee           | Harpo                 | 8:27   |
| 6.     | Ripple                   | Hunter, Garcia        | 5:15   |
| 7.     | Me and Bobby McGee       | Foster, Kristofferson | 6:16   |
| 8.     | Uncle John's Band        | Hunter, Garcia        | 6:06   |
| 9.     | Turn On Your Love Light  | Malone, Scott         | 22:18  |

| Disk 3 | Disk 3                          | Disk 3                                                | Disk 3 |
| Pořadí | Název                           | Autor                                                 | Délka  |
| ------ | ------------------------------- | ----------------------------------------------------- | ------ |
| 1.     | China Cat Sunflower             | Hunter, Garcia                                        | 4:52   |
| 2.     | I Know You Rider                | trad., arr. Grateful Dead                             | 6:07   |
| 3.     | It Hurts Me Too                 | James                                                 | James  |
| 4.     | Sing Me Back Home               | Haggard                                               | 10:03  |
| 5.     | Hard to Handle                  | Isbell, Jones, Redding                                | 9:24   |
| 6.     | Dark Star                       | Hunter, Garcia, Hart, Kreutzman, Lesh, McKernan, Weir | 13:55  |
| 7.     | St. Stephen                     | Hunter, Garcia, Lesh                                  | 6:06   |
| 8.     | Not Fade Away                   | Holly, Petty                                          | 3:31   |
| 9.     | Goin' down the Road Feeling Bad | trad., arr. Grateful Dead                             | 6:27   |
| 10.    | Not Fade Away                   | Holly, Petty                                          | 3:30   |

| Disk 4         | Disk 4                          | Disk 4                    | Disk 4 |
| Pořadí         | Název                           | Autor                     | Délka  |
| -------------- | ------------------------------- | ------------------------- | ------ |
| 1.             | Morning Dew                     | Dobson, Rose              | 10:29  |
| 2.             | New Minglewood Blues            | trad., arr. Weir          | 4:23   |
| 3.             | Wharf Rat                       | Hunter, Garcia            | 9:19   |
| 4.             | Alligator                       | Hunter, McKernan, Lesh    | 4:04   |
| 5.             | Drums                           | Kreutzman                 | 4:11   |
| 6.             | Jam                             | Grateful Dead             | 9:32   |
| 7.             | Goin' Down the Road Feeling Bad | trad., arr. Grateful Dead | 4:55   |
| 8.             | Cold Rain & Snow                | trad., arr. Grateful Dead | 5:47   |
| 9.             | Casey Jones                     | Hunter, Garcia            | 6:25   |
| 10.            | In the Midnight Hour            | Cropper, Pickett          | 9:49   |
| 11.            | We Bid You Goodnight            | trad., arr. Grateful Dead | 3:55   |
| Celková délka: | Celková délka:                  | Celková délka:            | 296:44 |

## Sestava
- Jerry Garcia - sólová kytara, zpěv
- Bob Weir - rytmická kytara, zpěv
- Phil Lesh - basová kytara, zpěv
- Ron „Pigpen“ McKernan - harmonika, varhany, perkuse, zpěv
- Bill Kreutzmann - bicí
- Tom Constanten - varhany (disk 3, skladby 6-10)